# Polesie Brzeskie

Polesie Brzeskie na Białorusi

Polesie Brzeskie (845.17) – mezoregion fizycznogeograficzny na Białorusi, na Ukrainie i we wschodniej Polsce, część Polesia Podlaskiego położona na wschód od Równiny Kodeńskiej, Zaklęsłości Sosnowickiej, Garbu Włodawskiego, Równiny Łęczyńsko-Włodawskiej i Pagórów Chełmskich. Na północy styka się z Podlaskim Przełomem Bugu a na południu z Obniżeniem Dubieńskim.
Na terytorium Polski, Polesie Brzeskie stanowi długi (od Woli Uhruskiej po Terespol) i bardzo wąski pas, ciągnący się doliną Bugu wzdłuż granicy polsko-białoruskiej.
Głównymi miastami Polesia Brzeskiego są Brześć (od którego pochodzi nazwa regionu) i Terespol.